# Acetoacetanilida
Acetoacetanilida ou 3-oxo-N-fenilbutanamida é um composto orgânico cpm a fórmula CH3C(O)CH2C(O)NHC6H5 e massa molecular 177,2.
É intermediário na síntese de diversos corantes.